# Pseudechiniscus santomensis
Espèce
Pseudechiniscus santomensis est une espèce de tardigrades de la famille des Echiniscidae. 

## Distribution
Cette espèce est endémique de São Tomé à Sao Tomé-et-Principe.

## Description
Pseudechiniscus santomensis mesure de 119 à 168 µm.

## Étymologie
Son nom d'espèce, composé de santom[e] et du suffixe latin -ensis, « qui vit dans, qui habite », lui a été donné en référence au lieu de sa découverte, São Tomé.

## Publication originale
- Fontoura, Pilato & Lisi, 2010 : First record of Tardigrada from Sao Tome (Gulf of Guinea, Western Equatorial Africa) and description of Pseudechiniscus santomensis sp. nov. (Heterotardigrada: Echiniscidae). Zootaxa, no 2564, p. 31-42.